# Фильмар
Фильмар (нем. Villmar) — община в Германии, в земле Гессен. Подчиняется административному округу Гиссен. Входит в состав района Лимбург-Вайльбург.  Население составляет 6974 человека (на 31 декабря 2010 года). Занимает площадь 43,1 км².

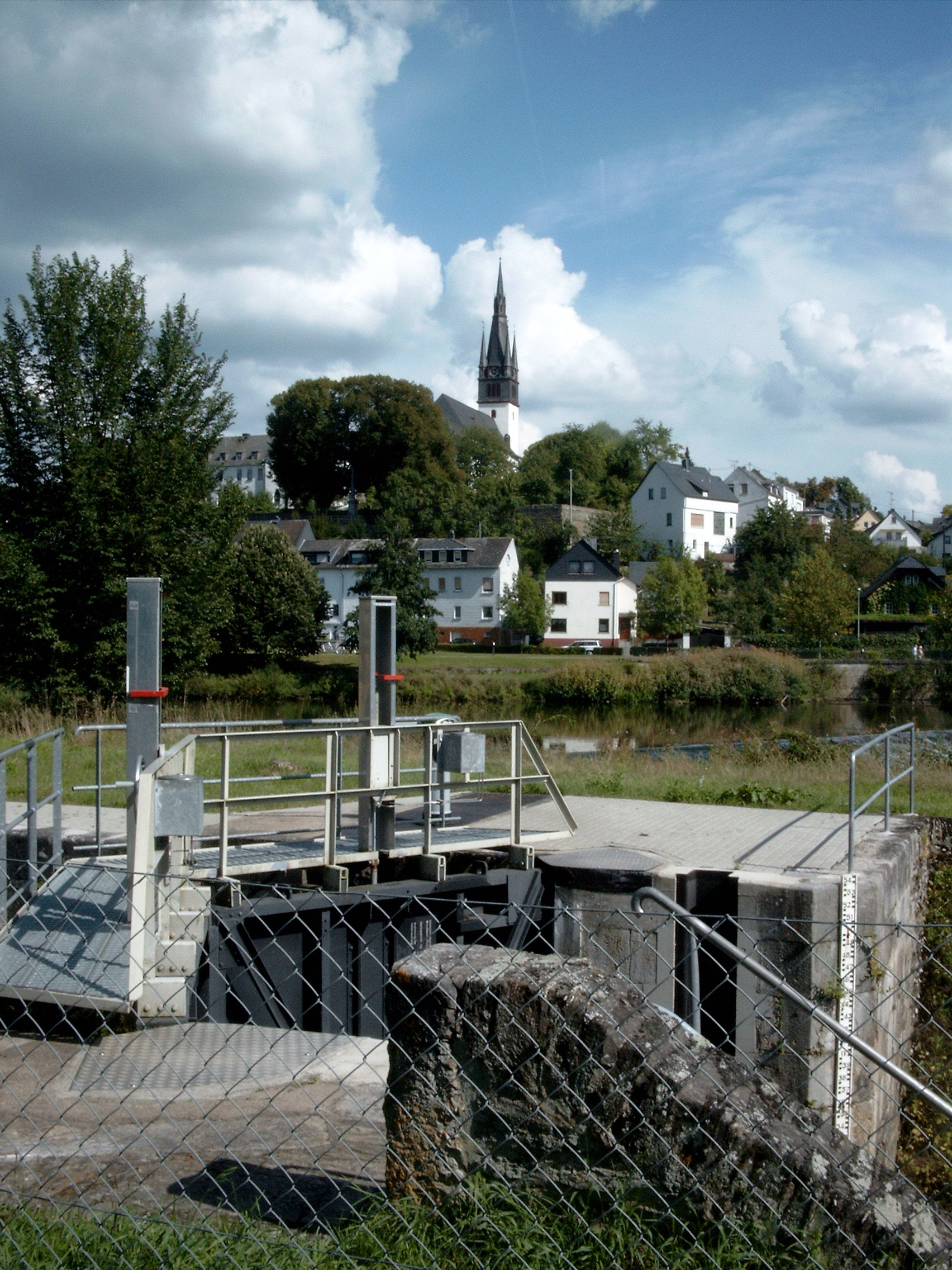
Фильмар

## Города-побратимы
- Кралики (Чехия)